# Nottingham Open 2001 - Qualificazioni singolare
Le qualificazioni del singolare  del Nottingham Open 2001 sono state un torneo di tennis preliminare per accedere alla fase finale della manifestazione. I vincitori dell'ultimo turno sono entrati di diritto nel tabellone principale. In caso di ritiro di uno o più giocatori aventi diritto a questi sono subentrati i lucky loser, ossia i giocatori che hanno perso nell'ultimo turno ma che avevano una classifica più alta rispetto agli altri partecipanti che avevano comunque perso nel turno finale.
Le qualificazioni del torneo Nottingham Open 2001 prevedevano 32 partecipanti di cui 4 sono entrati nel tabellone principale.

## Teste di serie
1. Kristian Pless (Qualificato)
2. Martin Lee (ultimo turno)
3. Arvind Parmar (Qualificato)
4. Barry Cowan (Qualificato)

1. Todd Larkham (ultimo turno)
2. Frédéric Niemeyer (ultimo turno)
3. John Doran (ultimo turno)
4. Helge Koll-Frafjord (secondo turno)

## Qualificati
1. Kristian Pless
2. Jonathan Stark

1. Arvind Parmar
2. Barry Cowan

## Tabellone

### Legenda
| - Q = Qualificato - WC = Wild card - LL = Lucky loser | - ALT = Alternate - SE = Special Exempt - PR = Protected Ranking | - w/o = Walkover - r = Ritirato - d = Squalificato |

### Sezione 1
|  | Primo turno   | Primo turno    | Primo turno    | Primo turno | Primo turno |  |  | Secondo turno | Secondo turno  | Secondo turno  | Secondo turno | Secondo turno |   |   | Ultimo turno | Ultimo turno   | Ultimo turno | Ultimo turno | Ultimo turno |  |
|  |               |                |                |             |             |  |  |               |                |                |               |               |   |   |              |                |              |              |              |  |
|  | 1             | Kristian Pless | Kristian Pless | 6           | 7           |  |  |               |                |                |               |               |   |   |              |                |              |              |              |  |
|  |               | Tom Higgins    | Tom Higgins    | 1           | 63          |  |  | 1             | Kristian Pless | Kristian Pless | 7             | 6             |   |   |              |                |              |              |              |  |
|  | Neil Bamford  | Neil Bamford   | 1              | 6           | 6           |  |  |               | Neil Bamford   | Neil Bamford   | 62            | 3             |   |   |              |                |              |              |              |  |
|  | David Corrie  | David Corrie   | 6              | 3           | 4           |  |  |               |                |                |               |               |   |   | 1            | Kristian Pless | 2            | 6            | 7            |  |
|  | Simon Dickson | Simon Dickson  | Simon Dickson  | 6           | 6           |  |  |               |                | 5              | Todd Larkham  | 6             | 2 | 5 |              |                |              |              |              |  |
|  | Justin Layne  | Justin Layne   | Justin Layne   | 4           | 4           |  |  |               | Simon Dickson  | Simon Dickson  | 2             | 3             |   |   |              |                |              |              |              |  |
|  | 5             | Todd Larkham   | Todd Larkham   | 7           | 6           |  |  | 5             | Todd Larkham   | Todd Larkham   | 6             | 6             |   |   |              |                |              |              |              |  |
|  |               | Ben Haran      | Ben Haran      | 64          | 1           |  |  |               |                |                |               |               |   |   |              |                |              |              |              |  |

### Sezione 2
|  | Primo turno    | Primo turno         | Primo turno         | Primo turno | Primo turno |  |  | Secondo turno | Secondo turno       | Secondo turno       | Secondo turno  | Secondo turno |   |   | Ultimo turno | Ultimo turno | Ultimo turno | Ultimo turno | Ultimo turno |  |
|  |                |                     |                     |             |             |  |  |               |                     |                     |                |               |   |   |              |              |              |              |              |  |
|  | 2              | Martin Lee          | Martin Lee          | 6           | 6           |  |  |               |                     |                     |                |               |   |   |              |              |              |              |              |  |
|  |                | Mat Lowe            | Mat Lowe            | 2           | 4           |  |  | 2             | Martin Lee          | Martin Lee          | Martin Lee     | 5             |   |   |              |              |              |              |              |  |
|  | Barry Fulcher  | Barry Fulcher       | Barry Fulcher       | 6           | 6           |  |  |               | Barry Fulcher       | Barry Fulcher       | Barry Fulcher  | 1r            |   |   |              |              |              |              |              |  |
|  | Ian Flanagan   | Ian Flanagan        | Ian Flanagan        | 2           | 3           |  |  |               |                     |                     |                |               |   |   | 2            | Martin Lee   | 6            | 5            | 1            |  |
|  | Jonathan Stark | Jonathan Stark      | 64                  | 6           | 6           |  |  |               |                     |                     | Jonathan Stark | 4             | 7 | 6 |              |              |              |              |              |  |
|  | Matthew Hanlin | Matthew Hanlin      | 7                   | 0           | 2           |  |  |               | Jonathan Stark      | Jonathan Stark      | 6              | 6             |   |   |              |              |              |              |              |  |
|  | 8              | Helge Koll-Frafjord | Helge Koll-Frafjord | 6           | 6           |  |  | 8             | Helge Koll-Frafjord | Helge Koll-Frafjord | 2              | 1             |   |   |              |              |              |              |              |  |
|  |                | Brian MacPhie       | Brian MacPhie       | 3           | 2           |  |  |               |                     |                     |                |               |   |   |              |              |              |              |              |  |

### Sezione 3
|  | Primo turno     | Primo turno       | Primo turno       | Primo turno | Primo turno |  |  | Secondo turno | Secondo turno     | Secondo turno     | Secondo turno     | Secondo turno     |   |   | Ultimo turno | Ultimo turno  | Ultimo turno  | Ultimo turno | Ultimo turno |  |
|  |                 |                   |                   |             |             |  |  |               |                   |                   |                   |                   |   |   |              |               |               |              |              |  |
|  | 3               | Arvind Parmar     | Arvind Parmar     | 6           | 6           |  |  |               |                   |                   |                   |                   |   |   |              |               |               |              |              |  |
|  |                 | Ben Ellwood       | Ben Ellwood       | 2           | 2           |  |  | 3             | Arvind Parmar     | Arvind Parmar     | 6                 | 6                 |   |   |              |               |               |              |              |  |
|  | Kyle Spencer    | Kyle Spencer      | Kyle Spencer      | 7           | 6           |  |  |               | Kyle Spencer      | Kyle Spencer      | 3                 | 4                 |   |   |              |               |               |              |              |  |
|  | James Nelson    | James Nelson      | James Nelson      | 5           | 4           |  |  |               |                   |                   |                   |                   |   |   | 3            | Arvind Parmar | Arvind Parmar | 6            | 6            |  |
|  | Scott Humphries | Scott Humphries   | 6                 | 2           | 6           |  |  |               |                   | 6                 | Frédéric Niemeyer | Frédéric Niemeyer | 1 | 4 |              |               |               |              |              |  |
|  | Mark Hilton     | Mark Hilton       | 4                 | 6           | 2           |  |  |               | Scott Humphries   | Scott Humphries   | 5                 | 5                 |   |   |              |               |               |              |              |  |
|  | 6               | Frédéric Niemeyer | Frédéric Niemeyer | 6           | 6           |  |  | 6             | Frédéric Niemeyer | Frédéric Niemeyer | 7                 | 7                 |   |   |              |               |               |              |              |  |
|  |                 | Oliver Freelove   | Oliver Freelove   | 4           | 3           |  |  |               |                   |                   |                   |                   |   |   |              |               |               |              |              |  |

### Sezione 4
|  | Primo turno     | Primo turno     | Primo turno     | Primo turno | Primo turno |  |  | Secondo turno | Secondo turno   | Secondo turno | Secondo turno | Secondo turno |   |   | Ultimo turno | Ultimo turno | Ultimo turno | Ultimo turno | Ultimo turno |  |
|  |                 |                 |                 |             |             |  |  |               |                 |               |               |               |   |   |              |              |              |              |              |  |
|  | 4               | Barry Cowan     | Barry Cowan     | 6           | 6           |  |  |               |                 |               |               |               |   |   |              |              |              |              |              |  |
|  |                 | Torrey Gambill  | Torrey Gambill  | 0           | 0           |  |  | 4             | Barry Cowan     | 7             | 4             | 6             |   |   |              |              |              |              |              |  |
|  | Jonathan Marray | Jonathan Marray | Jonathan Marray | 6           | 6           |  |  |               | Jonathan Marray | 64            | 6             | 2             |   |   |              |              |              |              |              |  |
|  | James Auckland  | James Auckland  | James Auckland  | 1           | 3           |  |  |               |                 |               |               |               |   |   | 4            | Barry Cowan  | 6            | 4            | 6            |  |
|  | Jeff Coetzee    | Jeff Coetzee    | Jeff Coetzee    | 6           | 6           |  |  |               |                 | 7             | John Doran    | 2             | 6 | 1 |              |              |              |              |              |  |
|  | David Sherwood  | David Sherwood  | David Sherwood  | 4           | 3           |  |  |               | Jeff Coetzee    | 7             | 4             | 4             |   |   |              |              |              |              |              |  |
|  | 7               | John Doran      | 7               | 4           | 6           |  |  | 7             | John Doran      | 6             | 6             | 6             |   |   |              |              |              |              |              |  |
|  |                 | Jonathan Erlich | 5               | 6           | 3           |  |  |               |                 |               |               |               |   |   |              |              |              |              |              |  |